# John Peake
John Morris Peake CBE (* 26. August 1924 in Cambridge; † 30. März 2022) war ein britischer Hockeyspieler, der 1948 mit der britischen Nationalmannschaft Olympiazweiter war.

## Sportliche Karriere
John Peake studierte Ingenieurwesen an der University of Cambridge und ging nach seiner Graduierung zum Royal Corps of Naval Constructors. Bei den Olympischen Spielen in London war er jüngster Spieler der britischen Mannschaft. Die Briten gewannen ihre Vorrundengruppe mit 19:0 Toren und besiegten im Halbfinale die Mannschaft Pakistans mit 2:0. Im Finale unterlagen sie der indischen Mannschaft mit 0:4. Sein einziges Tor erzielte der Flügelstürmer in der Vorrunde beim 11:0 gegen die Mannschaft aus den Vereinigten Staaten. 
John Peake war später bei Baker Perkins tätig, einer Maschinenbaufirma für die Lebensmittelindustrie. Von 1984 bis 1987 war er dort Vorstandsvorsitzender. 1986 wurde er mit dem Titel Commander of the Order of the British Empire geehrt.